# ウドちゃんカナちゃん お悩み相談本舗
『ウドちゃんカナちゃん お悩み相談本舗』（ウドちゃんカナちゃん おなやみそうだんほんぽ）は、TOKYO MXで月1で放送されていたバラエティ番組。

## 内容
キャイ〜ンのウド鈴木と、AKB48の小林香菜が芸能人のお悩みを解決するバラエティ番組

## 出演者

### MC
- ウド鈴木（キャイ〜ン）
- 小林香菜 (AKB48)

### アシスタント
- 橋本雪乃[1]

## 放送リスト
| 回     | 放送日   | ゲスト                                                       | 備考   |
| 2012年 | 2012年   | 2012年                                                       | 2012年 |
| ------ | -------- | ------------------------------------------------------------ | ------ |
| 1      | 5月12日  | AMEMIYA、ハーフ☆way、イワイガワ                              |        |
| 2      | 6月9日   | スギちゃん、鳥居孝行、笠原美香、あかつ、梅田彩佳             |        |
| 3      | 7月14日  | ウドの鈴木、Hi-Hi、熊田曜子、髭男爵、プリマ・リエ、宮澤佐江  |        |
| 4      | 8月18日  | 島田秀平、増田有華、鈴木まりや、クロちゃん（安田大サーカス） |        |
| 5      | 9月8日   | 飯尾和樹、あきげん、Korry                                    |        |
| 6      | 10月13日 | 南まりか、石川沙織、綱島恵里香                               |        |

## スタッフ
- ディレクター：荒井久登
- チーフプロデューサー：渡邊通世
- プロデューサー：星啓介
- 作家：大梧法弘一
- MA：小松勇樹
- 制作：別宮有歩
- 製作著作：株式会社ウェブクルー